# Georg Göldli
Georg Göldli (* um 1466; † 1536 in Konstanz) war ein Schweizer Militär und Politiker.

## Leben
Göldli war ein Sohn des Zürcher Bürgermeisters und Tagsatzungsabgeordneten Heinrich Göldli (1457–1514) und dessen Ehefrau Barbara, geb. Peyer von Freudenfeld. Kaspar Göldli war sein Bruder.
1487 gab Göldli sein Zürcher Bürgerrecht auf, wurde ab bald wieder zum Bürger aufgenommen. 1495 war er Mitglied des Großen Rats. Sesshaft war er auf der Burg Rohr bei Rümlang.
Als Hauptmann nahm Göldli 1519 am Söldnerhilfszug für den Herzog von Württemberg teil und wurde dafür von Zürich um 500 Gulden gebüsst. Im Piacenserzug 1521 erwarb er sich Verdienste als Hauptmann eines Fähnleins beim Übergang über die Adda bei Vaprio und wurde dafür zum Ritter geschlagen. Von 1525 bis 1533 war er Mitglied des Natalrats, 1525 Bauherr und Pfleger beim Almosenamt, 1526 Zeugherr. 1529 war er Hauptmann über ein Freifähnlein neben dem regulären Heer bei Kappel. 1531 war er Hauptmann der Zürcher und oberster Hauptmann der bündnerischen und eidgenössischen Kontingente in Müsserkrieg. Er war Kommandant des Stadtfähnleins beim Auszug nach Kappel und in der darauf folgenden Schlacht vom 11. Oktober 1531. Wegen seiner Leitung wurde er in Untersuchung genommen, vom Rat jedoch freigesprochen. Nach fortgesetzten Anfeindungen verliess er 1532 Zürich. 1533 verkaufte er den Göldliturm am Hirschenplatz in Zürich.

## Familie
Georg Göldli war in erster Ehe mit Emerita Mötteli vom Rappenstein, in zweiter Ehe mit Catharina Truchsess von Waldburg, der früheren Äbtissin zu Königsfelden, in dritter Ehe mit der früheren Nonne Anna Keller vom Steinbock verheiratet.